# Dowrūzān
Dowrūzān (persiska: دِروزان, دورزان, دُروزان, دَروَزان, دوروزان, Derūzān) är en ort i Iran.   Den ligger i provinsen Markazi, i den nordvästra delen av landet, 180 km väster om huvudstaden Teheran. Dowrūzān ligger 1 742 meter över havet och antalet invånare är 132.
Terrängen runt Dowrūzān är kuperad åt sydväst, men åt nordost är den platt.Runt Dowrūzān är det glesbefolkat, med 20 invånare per kvadratkilometer. Närmaste större samhälle är Yātān, 10,1 km norr om Dowrūzān. Trakten runt Dowrūzān består i huvudsak av gräsmarker.